# 蕭淑嫻
蕭 淑嫻（しょう しゅくかん、Xiao Shuxian、1905年4月4日 - 1991年11月26日）は中国の作曲家。

## 経歴
天津出身。ブリュッセルの王立音楽院に留学し、1932年に賞を受ける。1935年から1954年まで指揮者のヘルマン・シェルヘンと結婚生活を送り、娘のトナ・シェルヘン (w:Tona Scherchen) は後に作曲家となった。スイスで14年過ごし、そこで音楽活動と著述で中国文化の紹介に努めた。1938年の声楽とピアノのための「中国児童組曲」と1941年の管弦楽のための「懐念祖国」によって、彼女は西洋で知られる最初の中国の作曲家となった。
1950年に母国の発展に寄与したいという思いから、3人の子供とともに中国へ帰国し、その死にいたるまで北京の中央音楽学院で教鞭をとった。作曲家と教育者と仕事に加えて、様々な西洋の音楽思想を中国語に翻訳した。

## 作風について
彼女のスタイルは西洋の技術と中国の民俗文化を組み合わせたもので、歌曲とピアノ曲が多い。